# Station Quesnoy-le-Montant
Station Quesnoy-le-Montant is een spoorwegstation in de Franse gemeente Quesnoy-le-Montant.